# 萨莱朗 (上阿尔卑斯省)
萨莱朗（法語：Salérans）是法国上阿尔卑斯省的一个市镇，属于加镇区（Gap）里比耶尔县（Ribiers）。该市镇2009年时的人口为90人。

## 人口
萨莱朗人口变化图示
| 数据来源：INSEE |